# Maytown (Alabama)
Pour les articles homonymes, voir Maytown.
Maytown est une municipalité américaine située dans le comté de Jefferson en Alabama.
Selon le recensement de 2010, sa population est de 385 habitants. La municipalité s'étend sur 2,68 milles carrés (6,94 km2).
La localité doit son nom à William Lucius May, qui a donné des terres pour fonder la première église de la ville. Maytown devient une municipalité en 1956.

## Démographie
| 1960 | 1970 | 1980 | 1990 | 2000 | 2010 | - | - |
| ---- | ---- | ---- | ---- | ---- | ---- | - | - |
| 297  | 667  | 538  | 651  | 435  | 385  | - | - |